# Broche scellée

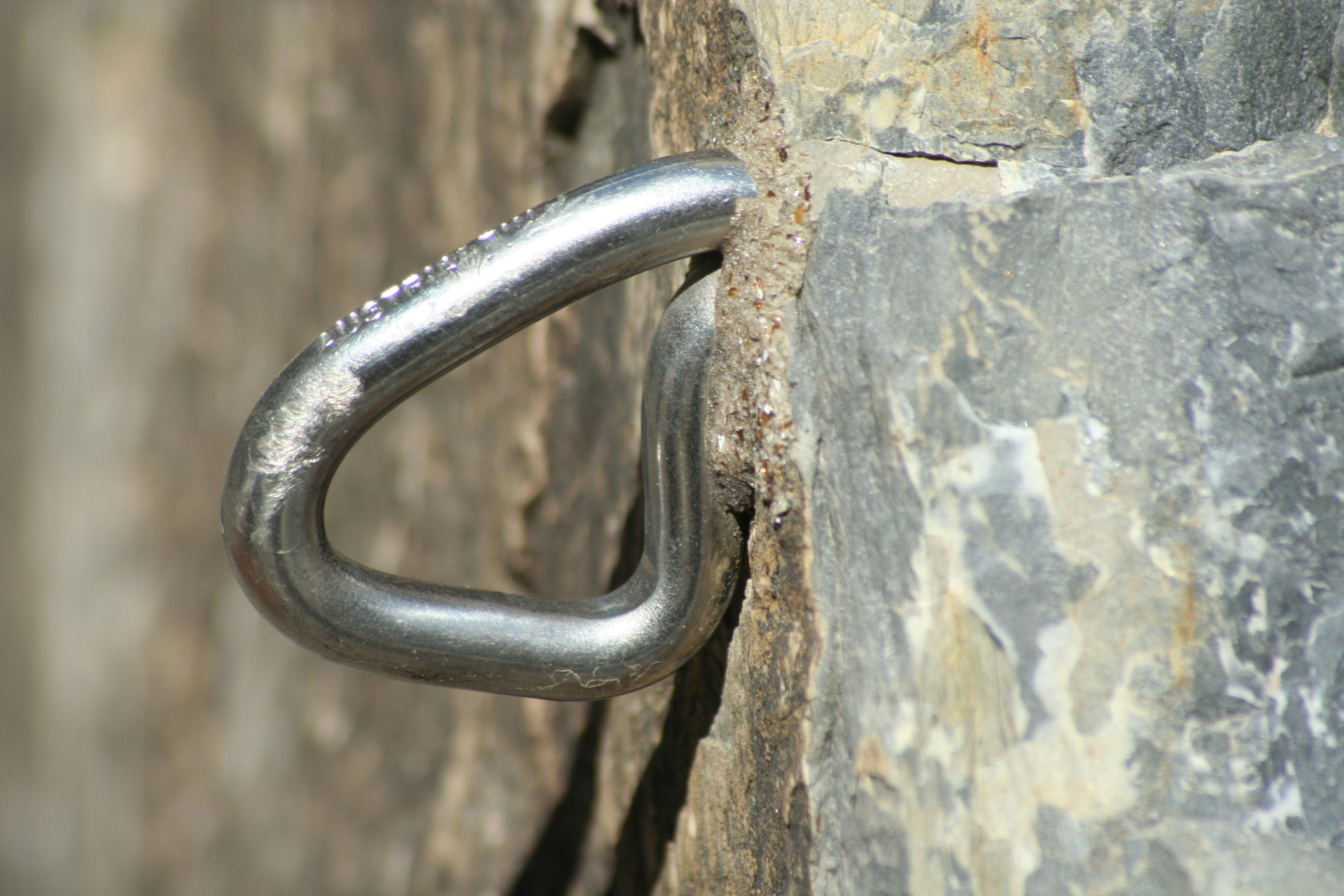
Une broche scellée

Une broche scellée est un système de point d'ancrage utilisé dans les sports de montagne (escalade sportive, canyonisme et spéléologie). Elle est constituée d'une tige métallique avec un anneau, scellée dans un trou percé dans la roche par une résine époxy, une résine polyester, ou du ciment.
Cette solution est réputée plus durable que le piton à expansion et est moins dépendante de la solidité intrinsèque de la roche, mais le recours à la résine la rend moins aisée à mettre en œuvre.